# Октябрьский, Борис Львович
Бори́с Льво́вич Октя́брьский (псевдоним Могилевский; 1 ноября 1908, Харьков — 13 сентября 1987, Москва) — русский советский писатель, фронтовой корреспондент.
Автор трёх книг в серии «Жизнь замечательных людей»: биографии химика Гемфри Дэви (1937), биолога И. И. Мечникова (1958) и большевика Фёдора Сергеева, известного как Артём (1960).

## Биография
Родился в 1908 году в семье портного.
Работал с 16 лет, учился в медицинском институте (ушёл с 3-го курса), окончил курсы по технормированию, работал инженером в Забайкалье.
В 1935 году выпустил первую книгу, в 1937 поступил в Литературный институт им. А. М. Горького (окончил в 1941). Член Союза писателей СССР (1941). Член ВКП(б) (1942).
Участник Великой Отечественной войны. Капитан, корреспондент армейской газеты «Боевая Красноармейская» 52-й армии.

Вместе с 21 сп 7 гвардейской сд совершил трудный обходной марш в тыл к немцам на Кирилловку. Им изъята у убитого немецкого офицера карта с подробной дислокацией немецких частей, использованная разведотделами армии и фронта.— из наградного листа на Орден Красной Звезды, 22 октября 1943 года
Первым заметил и описал подвиг Романа Смищука, Героя Советского Союза.
От Вислы до Одера прошёл вместе с бойцами 776-го полка 214-й стрелковой дивизии. Вместе с разведкой 213-й стрелковой дивизии форсировал реку Квейс.
Награждён двумя орденами Отечественной войны II степени (1945, 1985), орденом Красной Звезды (1943), медалями.
Лауреат премии конкурса на лучшую книгу для детей и юношества (1950, 1951).

## Сочинения

### Проза
- Голубой металл. М., 1935. В соавторстве с С. Голубовым
- Гемфри Деви. М., 1937 (Жизнь замечательных людей)
- Серебро из глины: Очерки по ист. алюминия. М., 1939
- Солнце и жизнь. М., 1947
- Илья Ильич Мечников: Повесть о трудах и днях великого русского биолога. М., 1948

Живо и интересно написанная книга Б. Могилевского рисует яркий образ Мечникова, как выдающегося учёного, страстного борца за науку, в правильно характеризует значение его работ для современной биологии и медицины.
- Приключения солнечного луча. М.; Л., 1949
- Жизнь Пирогова: Повесть о великом хирурге и педагоге. М., 1952
- Жизнь Мечникова: Повесть о великом русском биологе. Харьков, 1955
- Жизнь Тимирязева: Повесть о великом ученом и гражданине. М., 1956
- Мечников. М.: Молодая гвардия, 1958 (Жизнь замечательных людей)
- Артем: (Федор Сергеев). М., 1960 (Жизнь замечательных людей)
- Молодость Сеченова. М., 1962
- Никитич: (Леонид Борисович Красин). М., 1963
- Охотники за истиной: Три повести о великих русских ученых Н. Пирогове, И. Сеченове и И. Мечникове. М., 1968
- Три жизни Красина: Биографическая повесть. М., 1968. В соавторстве с В. А. Прокофьевым
- Живи в опасности: Повесть о великом химике Гемфри Деви. М., 1970
- Признание инженера Красина. М., 1970 (Герои Советской Родины)
- Узник «Косого капонира». М., 1974. В соавторстве с В. А. Прокофьевым
- Молодость Сеченова; Живи в опасности!: Биографические повести. М., 1976
- Жизнь Пирогова; Илья Мечников: Две биографические повести. М., 1979
- Наш Артем. М., 1980. В соавторстве с В. А. Прокофьевым